# (25543) Fruen
(25543) Fruen est un astéroïde de la ceinture principale d'astéroïdes.

## Description
(25543) Fruen est un astéroïde de la ceinture principale d'astéroïdes. Il fut découvert le 8 décembre 1999 à Socorro (Nouveau-Mexique) par le projet LINEAR. Il présente une orbite caractérisée par un demi-grand axe de 3,08 UA, une excentricité de 0,07 et une inclinaison de 8,7° par rapport à l'écliptique.

## Compléments